# Pterolomatinae
Sous-famille
Les Pterolomatinae sont une sous-famille de Coléoptères de la famille des Agyrtidae.

## Liste des genres
Selon ITIS (5 septembre 2021) et BioLib (5 septembre 2021) :
- Apteroloma Hatch, 1927
- Pteroloma Gyllenhal, 1827

## Systématique
Le nom scientifique de ce taxon est Pterolomatinae, choisi en 1862 par l'entomologiste suédois Carl Gustaf Thomson.